# The Expanse: A Telltale Series
The Expanse: A Telltale Series est un jeu vidéo épisodique d'aventure graphique développé par Deck Nine. Le jeu sort en cinq épisodes à partir du 27 juillet 2023 sur Microsoft Windows, PlayStation 4, PlayStation 5, Xbox One et Xbox Series.
Il s'agit d'un préquelle à la série télévisée The Expanse, elle-même adaptée de la série de romans du même nom de James S. A. Corey. Le joueur incarne Camina Drummer, jouée par Cara Gee dans la série.

## Développement
The Expanse: A Telltale Series est annoncé aux Game Awards 2021. Le premier épisode sort le 27 juillet 2023 et les quatre autres épisodes sont publiés toutes les deux semaines.